# Овчинникова (Свердловская область)
Овчинникова — деревня в Слободо-Туринском районе Свердловской области России, входит в состав муниципального образования «Слободо-Туринское сельское поселение».

## Географическое положение
Деревня расположена в 28 километрах (по автотрассе в 40 километрах) к юго-востоку от села Туринская Слобода, на правом берегу реки Тегень (правый приток реки Тура). В половодье автомобильная связь была затруднена.

## Население
| 2002 | 2010 | 2021 |
| ---- | ---- | ---- |
| 88   | ↘55  | ↘46  |